# Plongeon
Pour les articles homonymes, voir Plongeon (homonymie).
« Plonger » redirige ici. Pour les autres significations, voir Plonger (homonymie).
Le plongeon consiste à se lancer dans l'eau d'une hauteur plus ou moins importante. Il peut être effectué pour s'amuser, pour prendre le départ d'une course de natation ou pratiqué comme un sport à part entière. Dans ce dernier cas, il s'agit, en s'élançant de différentes hauteurs, d'effectuer devant un jury des figures acrobatiques codifiées avant de pénétrer dans l'eau.

## Le plongeon sportif ou artistique

### Historique
La discipline intègre les Jeux Olympiques lors de leur troisième session moderne à  Saint-Louis en 1904. La discipline a longtemps été dominée par les Américains, mais depuis les années 1980 la Chine s'affirme comme le leader. Le plongeon fait partie des épreuves des mondiaux de natation dès la création de ces derniers en 1973. Le plongeon de très haut-vol intègre la compétition lors des mondiaux de Barcelone en 2013.
La discipline a acquis une réputation gay-friendly avec plusieurs athlètes olympiques masculins ouvertement homosexuels, dont quelques uns ayant révélé leur homosexualité pendant leur carrière. Ceci n'est pas anecdotique sachant que seulement un homme (en l’occurrence Matthew Mitcham) et dix femmes étaient ouvertement homosexuels lors des J.O. de Pekin en 2008 sur les 11 000 participants.

### Hauteurs

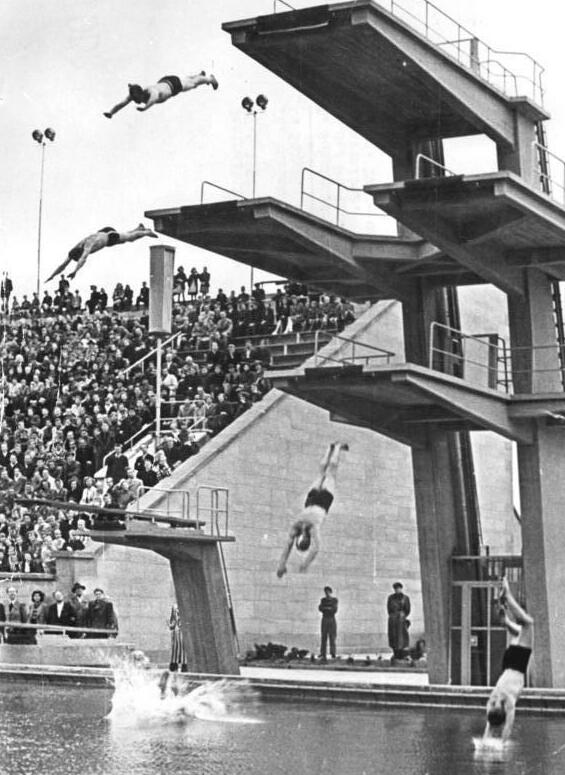
Différentes hauteurs de plongeoirs.

Les différentes hauteurs à partir desquelles les plongeurs s'élancent en compétitions officielles de plongeon sont :
- les tremplins de 1 mètre et 3 mètres : ce type de plongeoirs est une planche flexible en alliage composite, à l'extrémité de laquelle le plongeur rebondit pour augmenter la hauteur du plongeon. La souplesse (ou rigidité) est réglable grâce à un rouleau (appelé « la bosse ») situé sous le tremplin et que l'on peut déplacer afin d'augmenter ou de diminuer l'effet de levier. Les compétitions aux tremplins de 1 m et 3 m sont reconnues par la Fédération internationale de natation amateur, ainsi que par toutes les fédérations nationales de natation des différents pays. Cependant, aux Jeux Olympiques, seule la hauteur de 3 m est représentée pour les concours au tremplin ;

- les plates-formes de 5 mètres, 7 mètres 50 et 10 mètres : ces plongeoirs sont des plates-formes en béton ou en métal. Aux J.O. et aux Championnats du monde, seule la hauteur de 10 mètres est représentée pour les concours en plates-formes « de haut-vol ». Pour les autres compétitions de haut-vol (par exemple nationales), un seul et même concours regroupe toutes les hauteurs ; l'athlète a le choix de mixer ses sauts sur les plates-formes de son choix. La complexité d'exécution du plongeon, - représentée par un coefficient de difficulté dans une table normalisée - varie en fonction de la hauteur.

### Complexité des plongeons
Le but de la compétition est donc de faire un saut à la fois esthétique et difficile.
Dans cette dernière optique, la composition des plongeons est à la fois très réglementée et complexe. Elle se fonde sur les éléments suivants :
- le groupe, fondé sur la position et le sens du départ, ainsi que celui de la rotation ;
- le mode d'exécution (position du corps) durant la phase aérienne ;
- le nombre de demi-périlleux (appelés en gymnastique demi-saltos ) ;
- le nombre de demi-vrilles.

Le plongeon, décrit par une lexicographie codifiée, est également représenté par un code numérique international composé d'un groupe soit de trois, soit de quatre chiffres suivis d'une lettre.

#### Groupes de plongeon
Les plongeons sont répartis en 6 groupes.

##### Les quatre premiers groupes caractérisent les familles de plongeons principales, et représentent le sens du départ ainsi que de la rotation
1. Plongeons en avant : le plongeur, face au bassin, effectue une rotation transversale (un ou plusieurs demi-périlleux) vers l'avant ;
2. Plongeons en arrière : le plongeur, positionné au bout du plongeoir, dos tourné au bassin, effectue une rotation transversale (un ou plusieurs demi-périlleux) vers l'arrière ;
3. Plongeons renversés : le plongeur, face au bassin, effectue une rotation transversale (un ou plusieurs demi-périlleux) vers l'arrière, tout en avançant (translation) ;
4. Plongeons retournés : le plongeur, positionné au bout du plongeoir, dos tourné au bassin, en équilibre sur la pointe des pieds, effectue une rotation transversale (un ou plusieurs demi-périlleux) vers l'avant, tout en reculant (translation).

Notation numérique : dans le cas de ces plongeons « classiques » (sans vrilles et en partant en position debout) le numéro du plongeon commence par un premier chiffre désignant la famille : 1, 2, 3 ou 4.
Exemples :
— 101A : Plongeon en avant droit ;

— 203C : Saut périlleux et demi arrière groupé ;

— 302B : Saut périlleux renversé carpé ;

— 401C : Plongeon retourné groupé.

##### Les deux groupes suivants caractérisent une ou deux particularité adossées aux quatre premiers groupes principaux
5. Plongeons contenant des vrilles ;
6. Plongeons à partir d'un appui renversé sur les mains (plongeons avec départ en équilibre).
Notation numérique : Pour ces deux groupes, le chiffre correspondant se place devant le premier chiffre des groupes 1 à 4.
Exemples :
— 5122D : Saut périlleux avant avec une vrille en position libre ;

— 624C : Plongeon en équilibre avec double saut périlleux arrière groupé.

#### Nombres de demi-périlleux
Celui-ci est exprimé en demi-périlleux (ou demi-salto) car les plongeons peuvent entrer dans l'eau soit par les pieds, soit par la tête, quelle que soit la position de départ :
1. Demi-périlleux : plongeon si le départ s'est fait sur les pieds, ou rétablissement si le départ était en équilibre ;
2. Périlleux : une rotation complète, avec une entrée dans l'eau dans le même sens que le départ (par les pieds ou par la tête) ;
3. Périlleux et demi ;
4. Double périlleux, etc.

Exemples :
—  101A : Plongeon en avant droit ;

—  203C : Saut périlleux et demi arrière groupé ;

—  302B : Saut périlleux renversé carpé ;

—  401C : Plongeon retourné groupé ;

— 5132D : Saut périlleux avant avec une vrille en position libre ;

— 624C : Plongeon en équilibre avec double saut périlleux arrière groupé ; l'entrée se fait donc par la tête.

#### Positions
Chacun des plongeons peut être effectué dans l'une des quatre positions suivantes :
- position droite : le plongeur garde son corps en une position droite (tendue), pieds joints et orteils pointés. La seule variante permise est la position des bras. La position droite est représentée par la lettre « A » ;

- position carpée : le plongeur ne plie son corps qu'au niveau des hanches ; il garde les jambes droites et les orteils pointés. Le plongeur peut écarter les bras sur les côtes (carpé ouvert), saisir l'arrière de ses jambes (pour les sauts périlleux) ou encore toucher ses orteils des deux mains (plongeon arrière carpé ou plongeon renversé carpé). La position carpée est représentée par la lettre « B » ;

- position groupée : le plongeur plie son corps aux hanches et aux genoux en gardant les jambes groupées et les orteils pointés. Il saisit des mains le devant de ses jambes, au niveau des tibias. La position groupée est représentée par la lettre « C » ;

- position libre : cette position est uniquement utilisée dans certains sauts périlleux avec vrilles, elle consiste en une combinaison des trois premières positions : p. ex. droite (durant la vrille), puis groupée (pour régler l'entrée) ; tendue puis carpée ; ou encore groupée (dans le cas d'un premier saut périlleux sans vrille), puis tendue, puis carpée. La position libre est représentée par la lettre « D » dans le code international du plongeon à effectuer ;

- départs « pris au vol » : le cas particulier d'un départ en position droite pour une figure exécutée globalement en position groupée ou carpée peut être rencontré (p. ex. un saut périlleux et demi avant carpé avec la première rotation effectuée en position droite). Ce type de départ est appelé « pris au vol ». Il n'a rien à voir avec la position libre (D) reprise ci-dessus, car il n'apparait pas dans les figures qui mixent des saut périlleux et des vrilles. En notation numérique, un plongeon « pris au vol »  est représenté par un « 1 » au lieu du « 0 » à l'avant-dernier chiffre du code international du plongeon à effectuer (p. ex. au lieu de 103B pour saut périlleux et demi avant carpé, ce sera 113B  pour saut périlleux et demi avant carpé « pris au vol »).

### Catégories d'âge
- Autres : 9 ans et moins
- D : Dans le groupe D, les athlètes restent pour deux ans, dans cette même catégorie. De plus, ils doivent avoir 9, 10, et 11 ans.**
- C : Dans le groupe C, les athlètes restent pour deux ans, dans cette même catégorie. De plus, ils doivent avoir 11, 12 et 13 ans.**
- B : Dans le groupe B, les athlètes restent pour deux ans, dans cette même catégorie. De plus, ils doivent avoir 13, 14 et 15 ans.**
- A : Dans le groupe A, les athlètes restent pour trois ans, dans cette même catégorie. De plus, ils doivent avoir 15, 16, 17, 18 ans. **
- Senior : Dans le groupe senior, la durée est illimitée, jusqu'à ce que les athlètes décident d'arrêter ce sport. De plus, ils doivent avoir 18 ans et plus.
  - Les plongeurs peuvent être surclassés, ils n'auront pas l'âge exact mais seront dans leur deuxième année. Exemple : quelqu'un qui est dans le C peut avoir 10 ans et être dans cette catégorie et ce sera son C1 (première année de C) et avoir 11 ou 12 ans pour faire son C2.

### La cotation des sauts
- Chaque plongeon est coté par les juges qui conviennent d'une note d'exécution.
- Celle-ci est multipliée par le coefficient de difficulté du plongeon.
- Le tout est multiplié par 0,6, donnant ainsi le total des points du plongeur.

La performance d'un saut est donc fonction de son élégance et de sa difficulté.
Les notes de tous les sauts sont additionnées pour donner le score final.
Le plongeur ayant obtenu le meilleur total gagne la compétition.

#### Le coefficient de difficulté
Chaque plongeon est doté d'un « coefficient de difficulté ». Il est calculé en considérant le groupe, la position, le nombre de vrilles et de périlleux et la hauteur à laquelle le plongeon est exécuté. Plus la difficulté technique du plongeon est élevée, plus le coefficient est élevé.

#### La note d'exécution
Lors des compétitions de plongeon, à chaque saut, sept juges attribuent une cote au plongeur. On enlève les deux cotes extrêmes (la plus élevée et la moins élevée) et on additionne les cinq restantes pour former la note d'exécution. Toutes les étapes de la performance sont examinées : l'approche, l'envol, la technique, la grâce durant l'exécution et l'entrée dans l'eau.
L'éventail de notation est le suivant :
- manqué : 0 point ;
- faible : 1/2 à 2 points ;
- insuffisant : 2 1/2 à 4 1/2 points ;
- satisfaisant : 5 à 6 ;
- bon : 6 1/2 à 8 points ;
- excellent : 8 1/2 à 10 points.

### Divers
La peau de chamoisC'est en réalité une serviette synthétique. Elle possède une grande capacité d'absorption et redevient quasiment sèche après essorage. Cela permet aux plongeurs/plongeuses de se sécher de manière efficace entre les plongeons afin d'avoir moins froid et surtout d'éviter d'avoir les mains qui glissent lors du plongeon.
La machine à bulleElle est composée de plusieurs éléments :
Un compresseur qui maintient de l'air sous pression et qui est situé à proximité de la piscine.
Un tuyau partant du compresseur et allant jusqu'au fond de la piscine.
Enfin, une grille positionnée au fond de la piscine sous les plongeoirs.
Lorsque le plongeur s'élance, une personne sur le bord de la piscine actionne un bouton qui libère une grande quantité d'air comprimé ce qui a pour conséquence de remuer fortement la surface de l'eau et la rend ainsi moins dense. En cas de mauvaise réception (plat), la violence du choc ressenti est largement moindre. Cela permet donc aux plongeurs de s'élancer sur de nouveaux plongeons qu'ils ne maîtrisent pas encore avec plus de confiance.
La machine à bulle a été inventée par Herb Flewwelling, entraîneur de plongeon d'Edmonton.
La bosseC'est un rouleau qui se trouve sous la planche du tremplin, perpendiculaire à celle-ci et qui permet, en le déplaçant d'avant en arrière d'assouplir ou de rigidifier celle-ci. La planche est dotée d'une graduation de 1 (planche plus dure) à 10 (planche plus souple) qui permet un meilleur repérage.
La surface de l'eauElle est agitée par un jet d'eau installé au préalable pour permettre au plongeur de visualiser la surface, qui est la base des calculs préliminaires au plongeon.

### Le plongeon synchronisé

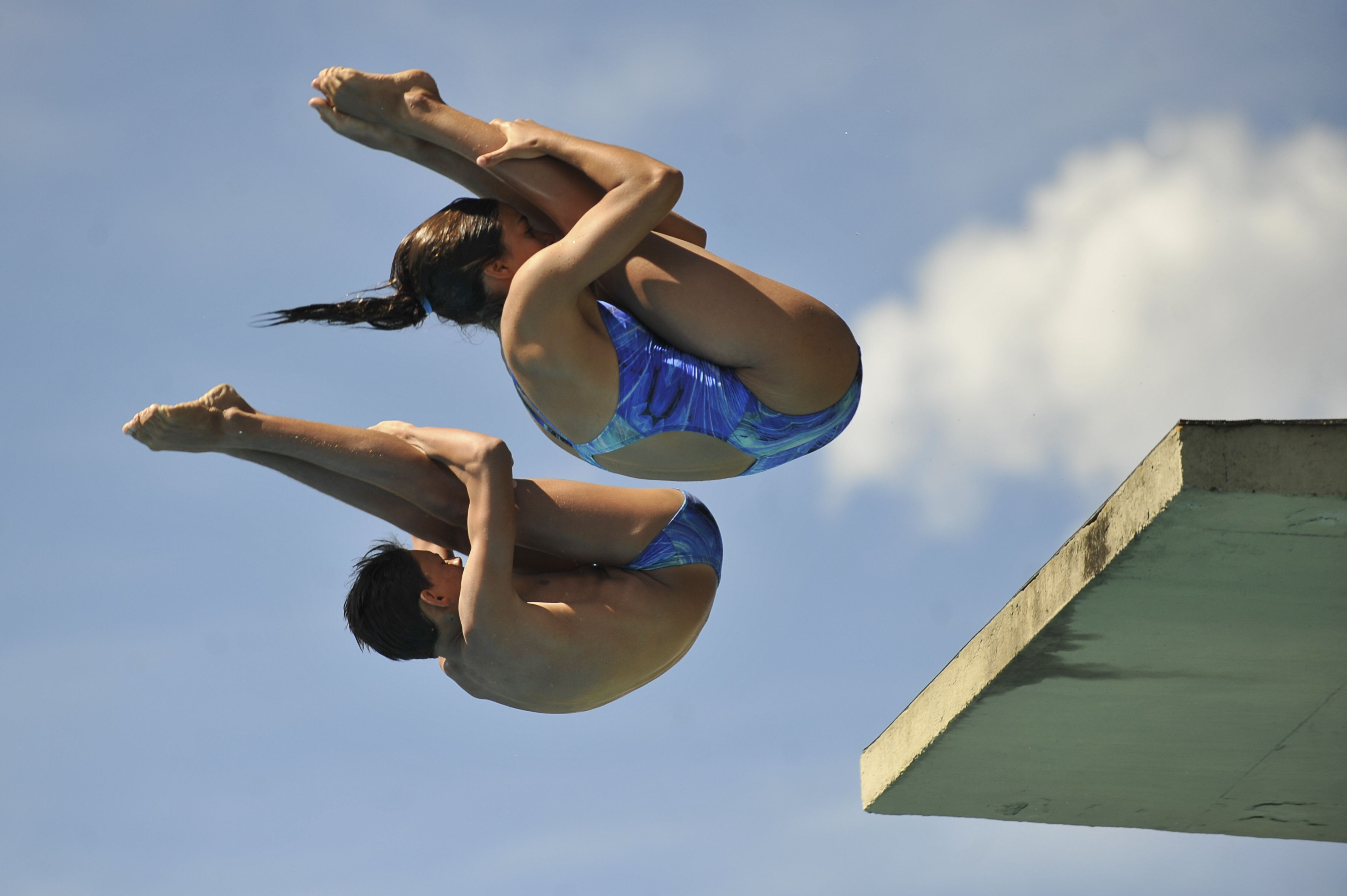
Plongeon synchronisé.

Lors des Jeux olympiques de Sydney en 2000, une nouvelle discipline a fait son apparition : le plongeon synchronisé.
Le plongeon synchronisé est réalisé en paire. Les deux athlètes doivent plonger en parfaite synchronisation: décollage (hauteur et distance du plongeoir), vitesse de rotation, chute et angle de pénétration dans l’eau.
Le plongeon effectué par les deux plongeurs n’est pas nécessairement le même mais il comportera toujours le même nombre de demi-vrilles et demi-culbutes. Par exemple, un plongeur peut faire un périlleux et demi avant, et l’autre un périlleux et demi retourné, ce qui donne un effet de symétrie, mais les mouvements doivent toujours être synchronisés de la même manière, seule la direction dans laquelle les deux plongeurs partent est différente.

## Déclinaisons
Il existe d’autres formes de plongeon un peu moins officielles :

### Les démonstrations comiques
- Après les compétitions, et afin de divertir le public, les plongeurs se déguisent et mettent au point un spectacle où se succèdent chutes, cascades, plongeons manqués… En toute maîtrise bien sûr !

- Des spectacles sont souvent organisés dans les parcs d'attraction, par des troupes de professionnels (souvent anciens plongeurs compétiteurs).

### Le plongeon de super haut-vol,high-diveoucliff-diving

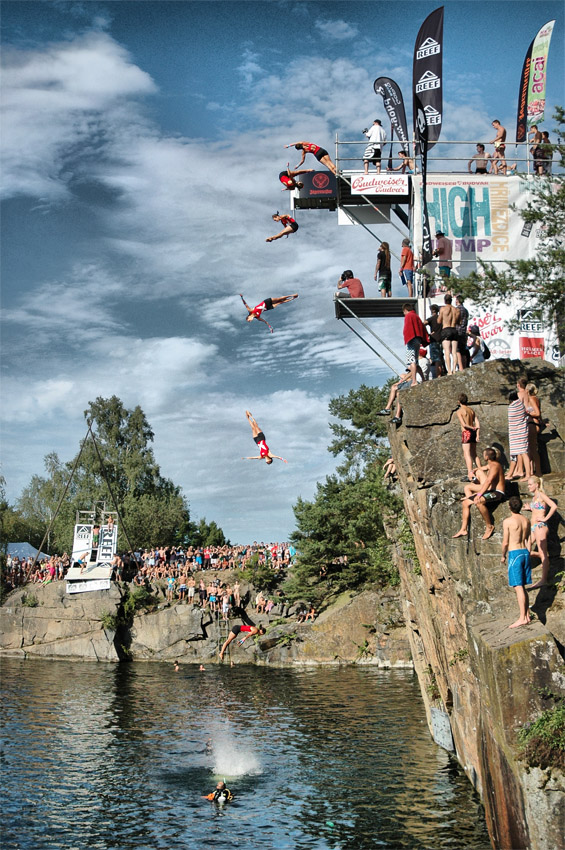
Plongeon de haut vol.

Ce sport consiste à effectuer des figures depuis une plateforme située entre 23 et 28 mètres pour les hommes et 18 et 23 mètres pour les femmes.
Ces compétitions se déroulent généralement dans des carrières ou des lacs de montagne disposant d'une profondeur et d'un abrupt suffisant, mais comme mentionné le plongeur s'élance d'une plate-forme en aplomb et non de la falaise elle-même. Lors des compétitions, les épreuves de plongeon de super haut-vol se font pour les messieurs à partir d'une plate-forme de 27 mètres, et pour les dames à partir d'une plate-forme de 20 mètres.
Il est pratiqué par des anciens compétiteurs provenant de disciplines acrobatiques telles le plongeon « classique », tumbling, gymnastique, et ayant en général un passé d'athlète de haut-niveau. Malgré leur grande maîtrise des figures acrobatiques, peu se risquent à entrer dans l'eau par la tête, à cause de l'importance de l'impact.
En 2013, le plongeon de haut vol a fait son entrée pour la première fois aux championnats du monde de natation à Barcelone, à titre de démonstration. 
World Aquatics (anciennement FINA, fédération internationale de natation), le reconnait désormais comme une discipline à part entière, jugée et notée, distincte du plongeon conventionnel.